# Mölkky

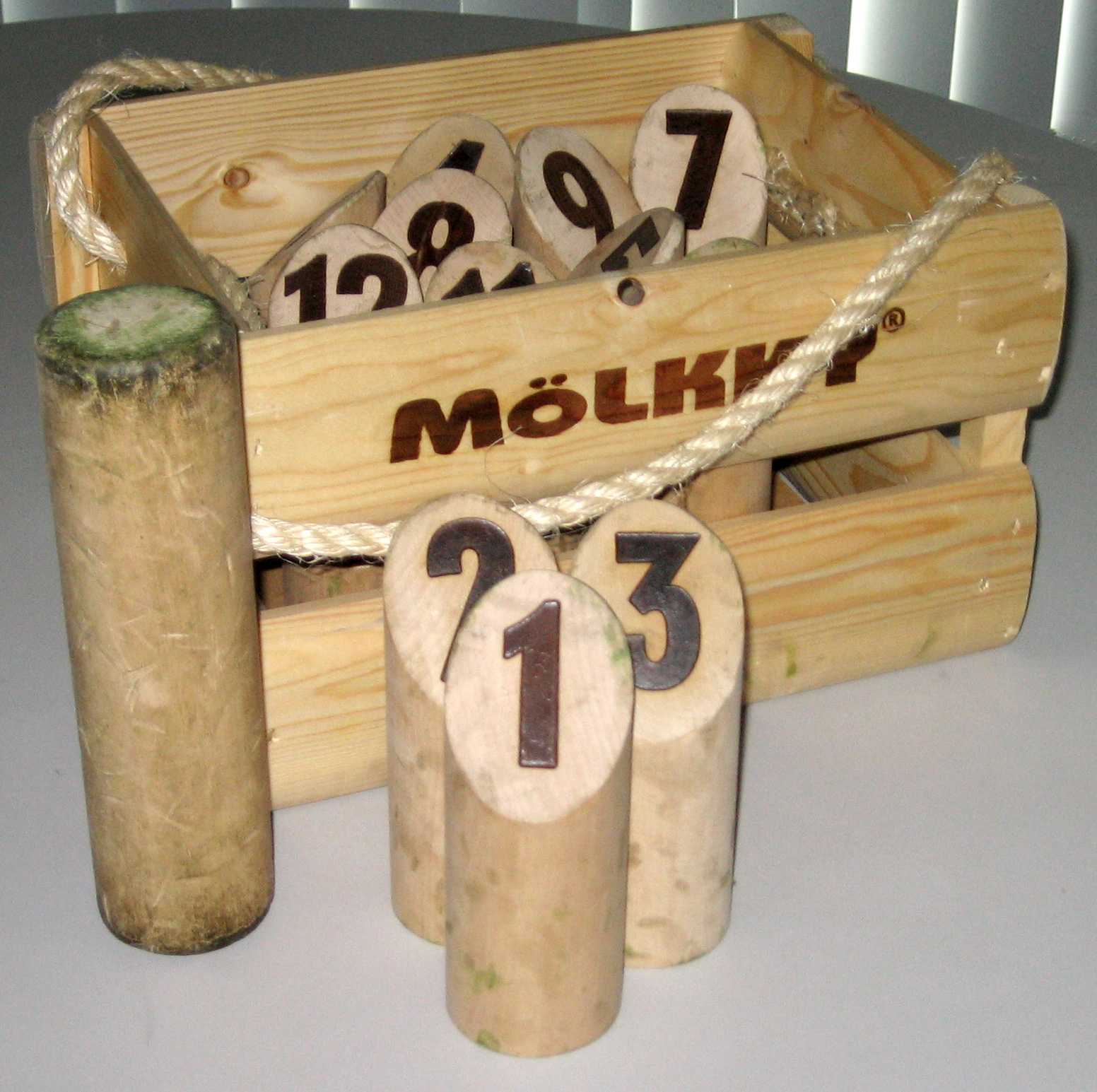
Een Mölkky set

Mölkky is een Fins spel dat in 1996 werd uitgevonden door het bedrijf Lahden Paikka (voorheen bekend als Tuoterengas). Het is gebaseerd op Kyykkä, een eeuwenoud werpspel afkomstig uit Karelië. Het spelen van Mölkky vereist echter niet de fysieke kracht als bij het spelen van Kyykkä, en is bijgevolg geschikt voor iedereen, ongeacht leeftijd of fysieke conditie. Mölkky vereist geen speciale apparatuur en succes in het spel komt voort uit een combinatie van toeval en vaardigheden. In Finland heeft Lahden Paikka bijna 200,000 Mölkky sets verkocht.
Het handelsmerk Mölkky is nu eigendom van het Finse bedrijf Tactic. Er zijn verschillende bedrijven die hun eigen merkversies van het spel verkopen onder namen als Finska en Klop.

## Spelregels

Opstelling van de paaltjes bij de start van een nieuw spel

De spelers gebruiken een houten werpstok (genaamd de Mölkky) om houten paaltjes omver te gooien. De houten paaltjes zijn allen ongeveer even groot, en zijn genummerd van 1 tot 12. De paaltjes worden aanvankelijk rechtopstaand in een compacte opstelling geplaatst, op 3 à 4 meter afstand van de werpplaats, met de paaltjes als volgt georganiseerd: 1ste rij, 1/2; 2de rij, 3/10/4; 3de rij, 5/11/12/6; 4de rij, 7/9/8. Bij het omvergooien van één paaltje telt het nummer op dit paaltje als het aantal gescoorde punten. Bij het omvergooien van meerdere paaltjes, telt het aantal omgevallen paaltjes als het aantal gescoorde punten. Een paaltje telt niet als het leunt op de Mölkky of op de andere genummerde paaltjes (het moet plat op de grond liggen om mee te tellen). Na elke worp worden de paaltjes weer rechtop gezet op de plaats waar ze geland zijn. De eerste die exact 50 punten scoort wint het spel. Het scoren van meer dan 50 punten wordt bestraft door het terugbrengen van de score naar 25. Een speler is uitgeschakeld als hij/zij 3 achtereenvolgende worpen geen enkel paaltje omvergooit.

## Toernooien
Het Fins Mölkky-kampioenschap werd sinds 1997 georganiseerd in Lahti door de vereniging van jeugdclubs in Zuid-Tavastia. De technologiestudenten in Tampere organiseerden in 2001 het wereldkampioenschap in academische Mölkky. Het wereldkampioenschap van 2016 was het eerste wereldkampioenschap dat buiten Finland plaatsvond, namelijk in Le Rheu (Frankrijk).
In 2014 vond het eerste Indoor European Championship plaats in Tallinn (Estland). Met meer dan 500 deelnemende teams is de Open de France het grootste Mölkky-toernooi ter wereld.
In 2017 werd het wereldkampioenschap georganiseerd in Praag (Tsjechië), in 2018 in Pori (Finland).